# 車宜靜
車宜靜（1967年3月21日—），女，嘉義縣人，生於台北市，畢業於北一女中、輔仁大學，美國管理科技大學碩士，台灣中原發展研究院秘書長、世界至孝親篤舜裔總會秘書長、中華民國團結自強協會。救國團主任葛永光之妻，中華民國第10屆立法委員國民黨全國不分區第16名。